# Henri Chalet
Pour les articles homonymes, voir Chalet (homonymie).
Henri Chalet est un musicien français né à Paris en 1983, chef de chœur principal et directeur de la Maîtrise Notre-Dame de Paris, ancien chef de chœur du Jeune Chœur de Paris et organiste titulaire des grandes orgues de Notre-Dame de Versailles de 2000 à 2014.

## Biographie
Henri Chalet fait ses études au Conservatoire national supérieur de musique de Paris et au Conservatoire national supérieur de musique de Lyon dans les classes d’écriture et de direction. Il y obtient de nombreux prix : direction de chœur, harmonie, contrepoint…

### Le jeune chœur de Paris
En 2010, Laurence Equilbey lui transmet la direction de son ensemble « le jeune chœur de Paris » au département supérieur pour Jeunes Chanteurs du conservatoire à rayonnement régional de Paris. 
Il collabore ainsi avec différents orchestres (Orchestre du Festival de Budapest dirigé par Ivan Fischer, Ensemble Intercontemporain dirigé par Susanna Mälkki, Orchestre des Champs-Élysées dirigé par Philippe Herreweghe…) et artistes : tant classique (Sabine Devieilhe, Marie-Nicole Lemieux, Natalie Dessay, Jean-François Zygel, Philippe Cassard, René Jacobs…) que pop (AaRON, Florent Marchet, Camille, Gaëtan Roussel…).
En parallèle de ce poste et en début de carrière, il assure la direction artistique de la Maîtrise de Saint Christophe de Javel à Paris et il est régulièrement appelé à préparer le Chœur de l'Orchestre de Paris.
Henri Chalet commence également à collaborer avec la Maîtrise Notre-Dame de Paris. Il y entre comme assistant de Lionel Sow en 2008, puis succédant à ce dernier, il est nommé sur concours chef de chœur principal en 2014. 
Il en est depuis 2017 aussi le Directeur de la Maîtrise,.

### La Maîtrise Notre-Dame de Paris
Avec la Maîtrise Notre-Dame de Paris, il coordonne toute la musique de la Cathédrale Notre-Dame de Paris, avec 35 professeurs, afin de remplir les trois missions qui sont :
- l’école de chant et ses 160 élèves et étudiants qui sont en formation professionnelle, suivis par environ 35 professeurs[6] ;
- l'animation de plus de 1000 offices par an ;
- une saison de concerts à la cathédrale et hors les murs[7].

Avec la Maîtrise Notre-Dame de Paris, il monte de grands monuments de la musique sacrée tels que les Vêpres de la Vierge de Monteverdi,, la Passion selon saint Matthieu de Jean-Sébastien Bach, la La Création de Joseph Haydn, le Requiem de Wolfgang Amadeus Mozart, le Requiem allemand de Johannes Brahms, la Missa solemnis de Ludwig van Beethoven, la Messe de Igor Stravinsky, le Dernier Évangile de Thierry Escaich, les Vêpres de Philippe Hersant…
Il est également chef invité par des lieux et ensembles prestigieux en France et à travers le monde : Théâtre des Champs-Elysées, Orchestre National d'Auvergne à l'Opéra-Théâtre de Clermont-Ferrand et à l'Opéra de Vichy, Muziekgebouw d’Amsterdam, Tchaikovsky Hall de Moscou, Clare College de Cambridge, Philharmonie du Luxembourg, Chœur de la Radio de Budapest,Lincoln Center de New York…).
Il collabore aussi avec des chefs tels que Leonardo García Alarcón, Sir Roger Norrington, David Reiland, John Nelson, Sofi Jeannin, Gustavo Dudamel, Raphaël Pichon, Sébastien Daucé, David Reiland.

## Décorations
- Officier de l'ordre des Arts et des Lettres (2025)[15]
  - chevalier en 2020[16]